# Làpino (Krasnoiarsk)
|  | Per a altres significats, vegeu «Làpino». |

Làpino (en rus: Лапино) és un poble del krai de Krasnoiarsk, a Rússia, segons el cens del 2010 no tenia cap habitant. Pertany al districte municipal d'Àban.